# Monreal, Masbate

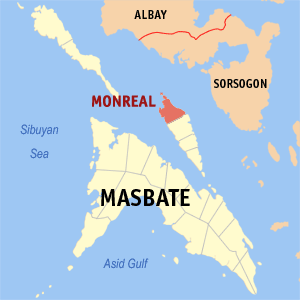
Bản đồ Masbate với vị trí của Monreal

Monreal là một đô thị hạng 5 ở tỉnh Masbate, Philippines. Theo điều tra dân số năm 2015 của Philipin, đô thị này có dân số 26.614 người trong.

## Các đơn vị hành chính
Monreal được chia ra 11 barangay.
- Cantorna
- Famosa
- Macarthur
- Maglambong
- Morocborocan
- Poblacion
- Guinhadap
- Real
- Rizal
- Santo Niño
- Togoron